# Guerra del Chaco
La guerra del Chaco (in lingua guaraní Cháko Ñorairõ) venne combattuta tra il 1932 e il 1935 da Bolivia e Paraguay per il controllo della parte settentrionale della regione del Gran Chaco (conosciuta in spagnolo come Chaco Boreal) del Sud America, ritenuta ricca di petrolio. La guerra è anche chiamata La Guerra de la Sed (in spagnolo: "La guerra della sete") nei circoli letterari poiché venne combattuta nel semiarido Chaco. Il conflitto militare interstatale più sanguinoso combattuto in Sud America nel XX secolo venne combattuto tra due dei suoi paesi più poveri, che avevano entrambi perso territorio a favore dei vicini nelle guerre del XIX secolo.
Durante la guerra, entrambi i paesi senza sbocco sul mare incontrarono difficoltà nella spedizione di armi e rifornimenti attraverso i paesi vicini. La Bolivia, in particolare, dovette affrontare problemi di commercio estero e scarse comunicazioni interne. Sebbene la Bolivia avesse entrate minerarie redditizie e un esercito più grande e meglio equipaggiato, una serie di fattori ribaltò la situazione e il Paraguay controllava la maggior parte della zona contesa quando la guerra era finita.
I trattati di pace alla fine concessero due terzi dei territori contesi al Paraguay.

## Origini

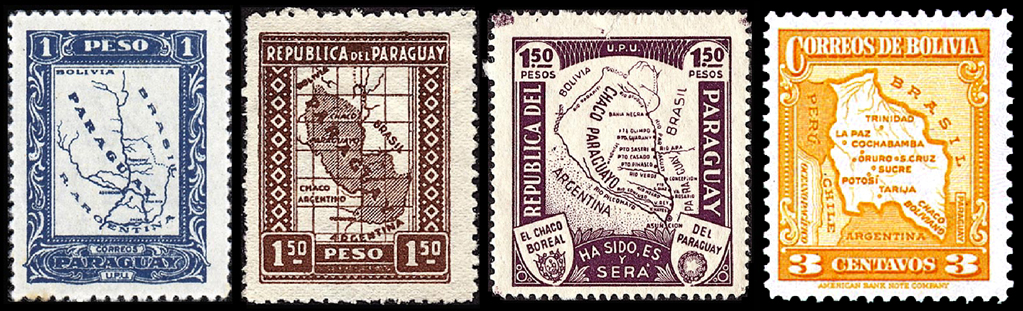
Francobolli paraguaiani (1924, 1927 e 1932) e boliviani (1928). Il francobollo paraguaiano del 1924 non mostra alcun confine con la Bolivia. Nel 1927, viene mostrato che il confine corre a nord dal Gran Chaco. Nel 1932 si era spostato ancora più a nord con il territorio conteso chiamato Chaco paraguayano; con lo slogan che dice "era, è e sarà [nostro]". Il francobollo boliviano etichetta la regione come Chaco boliviano.

Le origini della guerra sono comunemente attribuite a una disputa territoriale di lunga data e alla scoperta di giacimenti petroliferi sulla catena delle Ande orientali. Il Trattato di Lima nel 1929 mise fine alle speranze del governo boliviano di recuperare un corridoio terrestre verso l'oceano Pacifico, ritenuto indispensabile per l'ulteriore sviluppo e commercio.
Sia la Bolivia sia il Paraguay erano senza sbocco sul mare. Il Chaco di 600 000 km2 era scarsamente popolato, ma il controllo del fiume Paraguay che lo attraversava avrebbe fornito l'accesso all'oceano Atlantico. Ciò divenne particolarmente importante per la Bolivia, che aveva perso la sua costa pacifica a favore del Cile durante la guerra del Pacifico del 1879. Il Paraguay aveva perso quasi la metà del suo territorio a favore del Brasile e dell'Argentina nella guerra del Paraguay dal 1864 al 1870 e non era disposto a rinunciare alla sua redditività economica.
Nell'arbitrato internazionale, la Bolivia sosteneva che la regione faceva parte dell'originaria provincia coloniale spagnola di Moxos e Chiquitos di cui la Bolivia era erede. Nel frattempo, il Paraguay basava la sua causa sull'occupazione della terra. In effetti, sia i piantatori paraguaiani sia quelli argentini allevavano già bestiame e sfruttavano gli alberi di quebracho nella zona e la piccola popolazione indigena nomade delle tribù di lingua guaraní. Nel 1919, le banche argentine possedevano 400 000 ettari di terreno nel Chaco orientale, e la famiglia Casado, una parte potente dell'oligarchia argentina, ne possedeva 141 000. La presenza di colonie mennonite nel Chaco, che vi si stabilirono negli anni '20 sotto gli auspici del parlamento paraguaiano, fu un altro fattore a favore della rivendicazione del Paraguay.
L'impeto per la guerra è stato esacerbato da un conflitto tra compagnie petrolifere che lottavano per i diritti di esplorazione e trivellazione, con la Royal Dutch Shell che sosteneva il Paraguay e la Standard Oil che sosteneva la Bolivia. La scoperta del petrolio sulle colline andine scatenò la speculazione che il Chaco potesse rivelarsi una ricca fonte di petrolio e le compagnie petrolifere straniere vennero coinvolte nell'esplorazione. La Standard Oil produceva già petrolio dai pozzi nelle alte colline della Bolivia orientale, intorno a Villamontes. Tuttavia, non era chiaro se la guerra sarebbe stata causata esclusivamente dagli interessi delle compagnie o dagli obiettivi dell'Argentina d'importare petrolio dal Chaco. In opposizione alla "teoria della dipendenza" delle origini della guerra, lo storico britannico Matthew Hughes ha argomentato contro la tesi che i governi boliviano e paraguaiano fossero i "fantocci" rispettivamente della Standard Oil e della Royal Dutch Shell scrivendo: "In effetti, ci sono poche prove concrete disponibili negli archivi dell'azienda e del governo a sostegno della teoria secondo cui le compagnie petrolifere avevano qualcosa a che fare con la causa della guerra o con l'aiutare una parte o l'altra durante la guerra". Tuttavia, "i confini sfumati tra la banca e l'industria petrolifera mostrano che [la Standard Oil] ha effettivamente finanziato la costruzione boliviana, anche se l'istigazione alla guerra è stata lasciata ai generali boliviani".

### Il preludio alla guerra

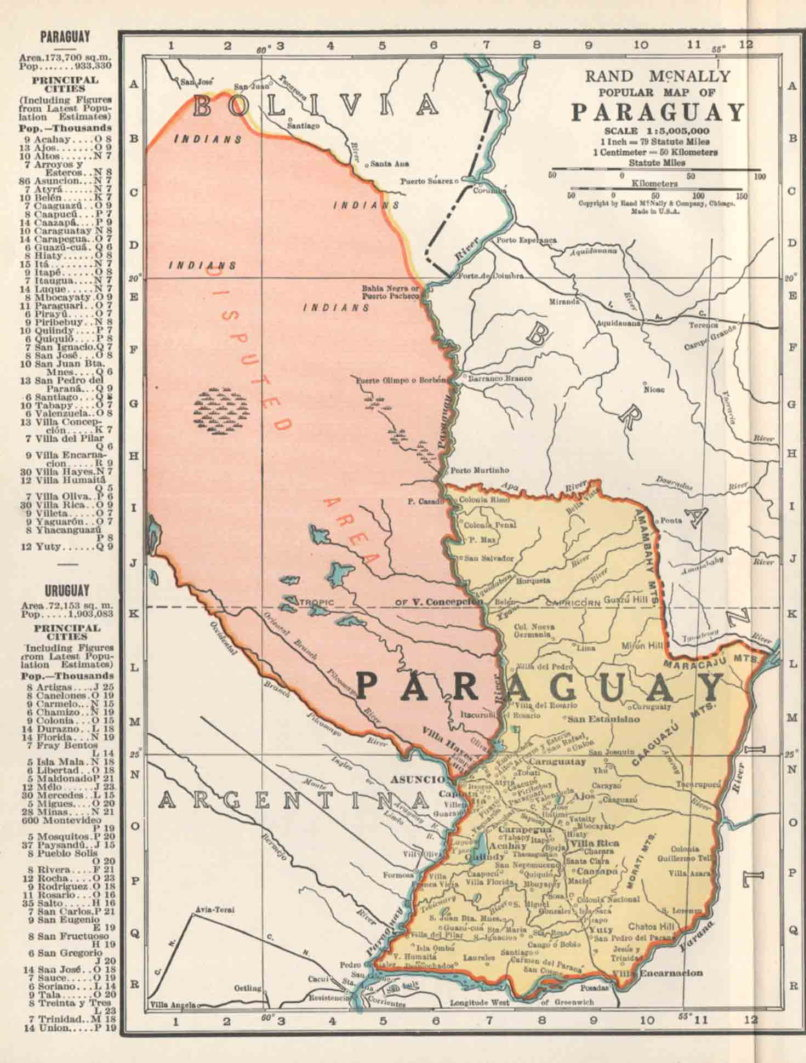
Mappa del Paraguay (Stati Uniti, 1935)

Il primo confronto tra i due paesi risale al 1885, quando l'imprenditore boliviano Miguel Araña Suárez fondò Puerto Pacheco, un porto sul fiume Paraguay superiore, a sud di Bahía Negra. Presumeva che il nuovo insediamento fosse ben all'interno del territorio boliviano, sebbene la Bolivia avesse implicitamente riconosciuto Bahía Negra come paraguaiana. Il governo paraguaiano inviò un distaccamento navale a bordo della cannoniera Pirapó, che nel 1888 sfrattò con la forza i boliviani dalla zona. Seguirono due accordi, nel 1894 e nel 1907, che né il parlamento boliviano né quello paraguaiano mai approvarono. Nel frattempo, nel 1905 la Bolivia fondò due nuovi avamposti nel Chaco, Ballivián e Guachalla, questa volta lungo il fiume Pilcomayo. Il governo boliviano ignorò la tiepida protesta ufficiale del Paraguay.
La penetrazione boliviana nella regione rimase incontrastata fino al 1927, quando venne versato il primo sangue nel Chaco Boreal. Il 27 febbraio, una pattuglia a piedi dell'esercito paraguaiano e le sue guide indigene vennero fatte prigioniere vicino al fiume Pilcomayo e trattenute nell'avamposto boliviano di Fortin Sorpresa, dove il comandante del plotone paraguaiano, il tenente Adolfo Rojas Silva, venne colpito e ucciso in circostanze sospette. Fortín (in spagnolo: "piccolo forte") era il nome usato per il piccolo fortino e le guarnigioni simili alle trincee nel Chaco, sebbene le caserme delle truppe di solito non fossero altro che alcune capanne di fango. Il governo boliviano si scusò formalmente della morte di Rojas Silva, ma l'opinione pubblica paraguaiana lo definì "omicidio". Dopo che i successivi colloqui organizzati a Buenos Aires non riuscirono a produrre alcun accordo e alla fine fallirono nel gennaio 1928, la disputa divenne violenta. Il 5 dicembre 1928, un'unità di cavalleria paraguaiana invase Fortin Vanguardia, un avamposto avanzato stabilito dall'esercito boliviano a pochi chilometri a nord-ovest di Bahía Negra. I paraguaiani catturarono 21 soldati boliviani e rasero al suolo le capanne sparse.
I boliviani reagirono con un attacco aereo su Bahía Negra il 15 dicembre, che causò poche vittime e pochi danni. Il 14 dicembre, la Bolivia conquistò Fortin Boquerón, che in seguito sarebbe stato il luogo della prima grande battaglia della campagna, e 15 paraguaiani morirono. Un ritorno allo status quo ante venne infine concordato il 12 settembre 1929 a Washington, sotto la pressione della Lega panamericana, ma era già iniziata una corsa agli armamenti ed entrambi i paesi erano in rotta di collisione. I regolari scontri di confine avrebbero potuto portare alla guerra negli anni '20 se entrambe le parti fossero state in grado di fare la guerra l'una contro l'altra. Così com'era, né il Paraguay né la Bolivia avevano un'industria di armi ed entrambe le parti dovevano importare grandi quantità di armi dall'Europa e dagli Stati Uniti per armarsi per il conflitto imminente. Fu la necessità per entrambe le parti d'importare armi sufficienti a frenare lo scoppio della guerra fino al 1932, quando entrambe le parti si sentirono in grado di ricorrere alle armi per risolvere l'annosa disputa.

Mappa della guerra del Chaco, che mostra importanti fortezze, avamposti militari, città e l'avanzata paraguaiana verso ovest

## Forze in campo

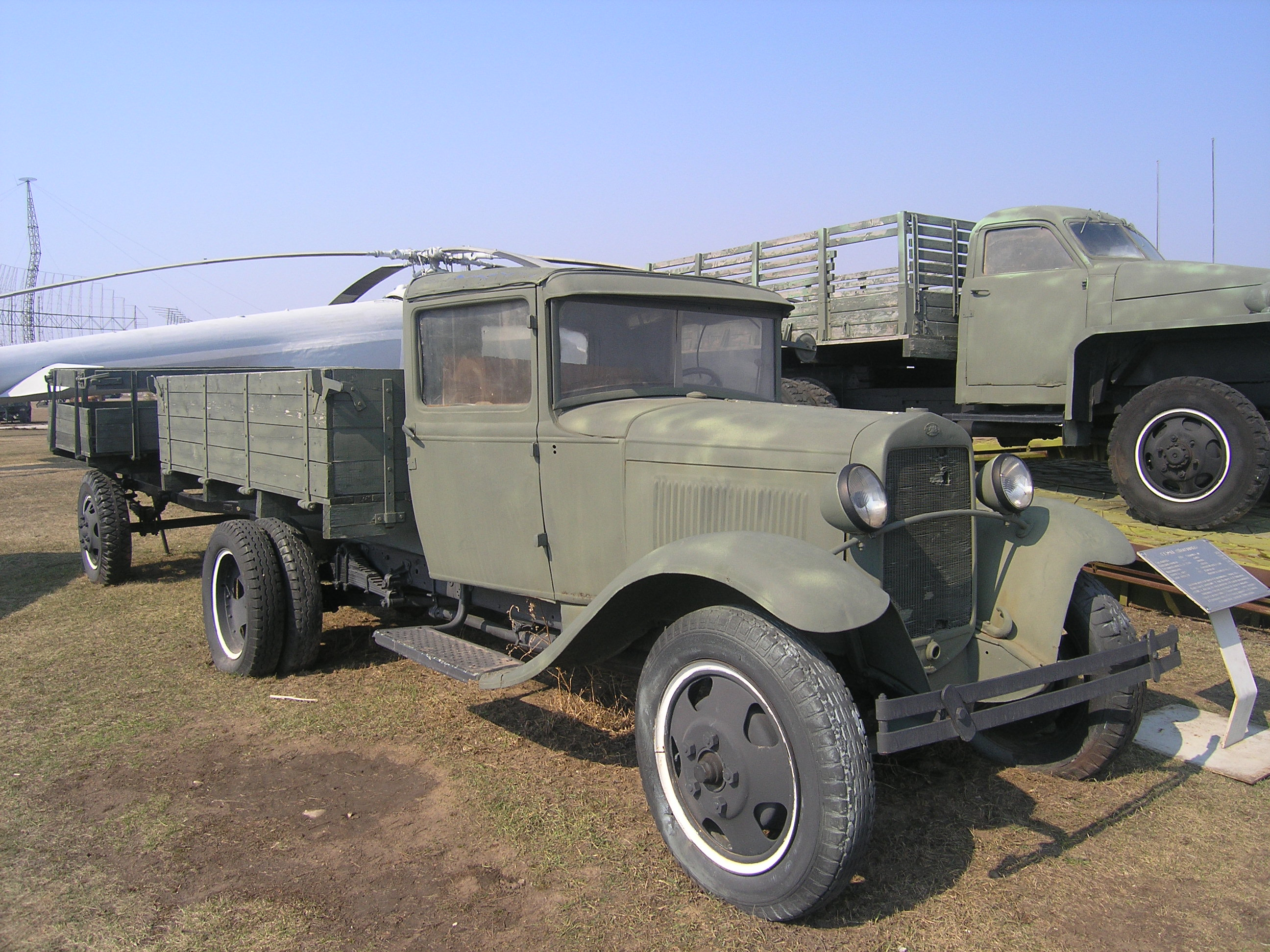
Camion della Ford come questi vennero usati da entrambi gli eserciti per rifornire le proprie truppe

Le forze di fanteria boliviane erano armate con le più recenti armi straniere, tra cui mitragliatrici DWM Maxim M1904 e M1911, ZB vz. 26 e mitragliatrici leggere Vickers-Berthier, fucili cecoslovacchi Mauser VZ-24 da 7,65 mm (mosquetones) e fucili mitragliatori Schmeisser MP-28 II da 9 mm. All'inizio, le truppe paraguaiane usarono una variegata collezione di armi leggere, tra cui le mitragliatrici raffreddate ad acqua Maxim tedesche, Vickers britanniche e Browning MG38 e la mitragliatrice leggera danese Madsen. Il fucile di servizio principale era il fucile lungo paraguaiano M1927 da 7,65 mm, un progetto Mauser basato sul fucile lungo argentino M1909 e prodotto dall'arsenale di Oviedo in Spagna. Il fucile M1927, che tendeva a surriscaldarsi con il fuoco rapido, si dimostrò altamente impopolare tra i soldati paraguyani. Alcuni fucili M1927 subirono guasti catastrofici al ricevitore, un guasto che venne successivamente ricondotto a munizioni difettose. Dopo l'inizio delle ostilità, il Paraguay catturò un numero sufficiente di fucili boliviani VZ-24 e mitra MP 28 (soprannominati piripipi) per equipaggiare tutte le sue forze di fanteria di prima linea.
Il Paraguay aveva una popolazione grande solo un terzo di quella della Bolivia (880 000 persone contro 2 150 000). Tuttavia, il Paraguay prese il sopravvento grazie al suo stile di combattimento innovativo, incentrato su marce rapide e accerchiamenti di fianco, rispetto alla strategia più convenzionale della Bolivia. Nel giugno 1932, l'esercito paraguaiano ammontava a circa 4 026 uomini (355 ufficiali di combattimento, 146 chirurghi e ufficiali non combattenti, 200 allievi, 690 sottufficiali e 2 653 soldati). Dal punto di vista sia razziale sia culturale, l'esercito paraguaiano era praticamente omogeneo. Quasi tutti i suoi soldati erano guaraní europei mestizos. L'esercito della Bolivia, tuttavia, era composto principalmente da aborigeni Quechua o Aymará dell'Altiplano (90% delle truppe di fanteria), gli ufficiali di rango inferiore erano di origini spagnole o europee e il comandante in capo dell'esercito Hans Kundt era tedesco. Sebbene l'esercito boliviano avesse più manodopera, non mobilitò mai più di 60 000 uomini e non più di due terzi del suo esercito furono mai nel Chaco. Il Paraguay, invece, mobilitò il suo intero esercito. Un diplomatico britannico riferì nel 1932 che il boliviano medio non era mai stato vicino al Chaco e "non aveva la minima aspettativa di visitarlo nel corso della sua vita". La maggior parte dei boliviani aveva poco interesse a combattere, figuriamoci a morire, per il Chaco. Inoltre, il tipico soldato boliviano era un contadino di leva quechua o aymara abituato a vivere in alto sulle montagne delle Ande e non se la passava bene nella terra bassa, calda e umida del Chaco.
Molti comandanti dell'esercito paraguaiano avevano acquisito esperienza di combattimento come volontari con l'esercito francese durante la prima guerra mondiale. Il suo comandante dell'esercito, il colonnello (poi generale e infine maresciallo) José Félix Estigarribia, salì presto al vertice del comando di combattimento. Estigarribia capitalizzò la conoscenza nativa guarani della foresta e la capacità di vivere dei frutti della terra per ottenere preziose informazioni sulla conduzione delle sue campagne militari. Estigarribia preferiva aggirare le guarnigioni boliviane e i suoi subordinati, come il colonnello Rafael Franco, si dimostrarono abili nell'infiltrarsi nelle linee nemiche spesso accerchiando le roccaforti boliviane (il Paraguay deteneva oltre 21 000 prigionieri di guerra alla fine della guerra, la Bolivia circa 2 500). Entrambe le parti fecero ricorso a punti di forza trincerati e utilizzarono filo spinato, mortai, mitragliatrici e mine con campi di fuoco a incastro.
Lo sforzo bellico del Paraguay fu totale. Gli autobus vennero sequestrati per trasportare le truppe, le fedi nuziali vennero donate per acquistare armi e nel 1935 il Paraguay aveva ampliato la coscrizione per includere i diciassettenni e i poliziotti. Forse il vantaggio più importante di cui godeva il Paraguay era che i paraguaiani avevano una rete ferroviaria che correva fino al Chaco, con cinque ferrovie a scartamento ridotto per un totale di circa 428 chilometri (266 mi) che andavano dai porti sul fiume Paraguay al Chaco, il che consentiva all'Esercito del Paraguay di portare uomini e rifornimenti al fronte in modo molto più efficace di quanto i boliviani fossero mai riusciti. Nel 1928, la legazione britannica a La Paz riferì a Londra che l'esercito boliviano impiegava due settimane per far marciare i propri uomini e rifornimenti nel Chaco e che le "linee di comunicazione eccessivamente lunghe" della Bolivia avrebbero aiutato il Paraguay se fosse scoppiata la guerra. Inoltre, il calo di altitudine da 3 700 m (12 000 ft) nelle Ande a 150 metri (500 ft) nel Chaco impose un'ulteriore tensione agli sforzi della Bolivia per rifornire i suoi soldati nel Chaco. Le ferrovie della Bolivia non arrivavano al Chaco e tutti i rifornimenti e i soldati boliviani dovevano viaggiare al fronte su strade sterrate mal tenute. Hughes ha scritto che l'élite boliviana era ben consapevole dei problemi logistici, ma che durante la guerra i leader boliviani avevano una visione "fatalistica". Si dava per scontato che il fatto che l'esercito boliviano fosse stato addestrato da una missione militare tedesca, mentre l'esercito paraguaiano era stato addestrato da una missione militare francese, insieme alla natura dura dei loro coscritti indiani quechua e aymara e alla volontà del paese di vincere e determinazione, avrebbe dato loro un vantaggio nella guerra.

### Cavalleria
Entrambi gli eserciti schierarono un numero significativo di reggimenti di cavalleria, ma in realtà servirono come fanteria poiché si seppe presto che l'arido Chaco non poteva fornire abbastanza acqua e foraggio per i cavalli. Solo pochi squadroni a cavallo effettuavano missioni di ricognizione a livello divisionale.

### Corazzati, artiglieria e forze motorizzate
Su insistenza del ministro della Guerra, il generale Hans Kundt, la Bolivia acquistò un certo numero di carri armati leggeri e tankette per il supporto delle forze di fanteria. Istruttori tedeschi fornirono addestramento agli equipaggi per lo più boliviani, che ricevettero un addestramento di otto settimane. I carri armati leggeri Vickers acquistati dalla Bolivia erano i Vickers Type A e Type B, commissionati all'esercito boliviano nel dicembre 1932 e originariamente dipinti con motivi mimetici.
Ostacolata dalla geografia e dal terreno difficile del Gran Chaco, combinata con scarse fonti d'acqua e preparazioni logistiche inadeguate, la superiorità boliviana in veicoli (raffreddati ad acqua), carri armati e artiglieria trainata non si rivelò alla fine decisiva. Migliaia di motori di camion e veicoli cedettero alla spessa polvere del Chaco, che bloccò anche le mitragliatrici pesanti raffreddate ad acqua impiegate da entrambe le parti. Avendo relativamente pochi pezzi di artiglieria propri, il Paraguay acquistò una quantità di mortai Stokes-Brandt modello 1931. Altamente portatili (ciascuna delle tre parti avrebbe potuto essere trasportata da un soldato) e precise, con una portata di 3 000 iarde, le angu'as ("schiaccia-mais" o "mortaio" in guarani) causarono molte vittime tra i soldati boliviani. Nel corso del conflitto, le fabbriche paraguaiane svilupparono il proprio tipo di granata ignitrice pirotecnica, il carumbe'i (in guaraní: "piccola tartaruga") a forma di ananas e produceva rimorchi, tubi di mortaio, granate d'artiglieria e bombe aeree. Lo sforzo bellico paraguaiano era centralizzato e guidato dai cantieri navali nazionali di proprietà statale, gestiti da José Bozzano. L'esercito paraguaiano ricevette la sua prima partita di granate carumbe'i nel gennaio 1933.

### Logistica, comunicazioni e intelligence
I paraguaiani approfittarono della loro capacità di comunicare via radio in guaraní, una lingua non parlata dal soldato boliviano medio. Il Paraguay non ebbe problemi a trasportare il suo esercito su grandi chiatte e cannoniere sul fiume Paraguay fino a Puerto Casado e da lì direttamente in prima linea per ferrovia, ma la maggior parte delle truppe boliviane doveva provenire dagli altopiani occidentali, a circa 800 km di distanza e con poco o nessun supporto logistico. In effetti, un soldato boliviano impiegava 14 giorni per attraversare la distanza, contro i quattro di un soldato paraguaiano. L'equipaggiamento pesante utilizzato dall'esercito boliviano peggiorò le cose. Lo scarso approvvigionamento idrico e il clima secco della regione svolsero un ruolo chiave durante il conflitto. Ci furono migliaia di vittime non in combattimento a causa della disidratazione, principalmente da parte delle truppe boliviane.

### Assetti aerei e navali

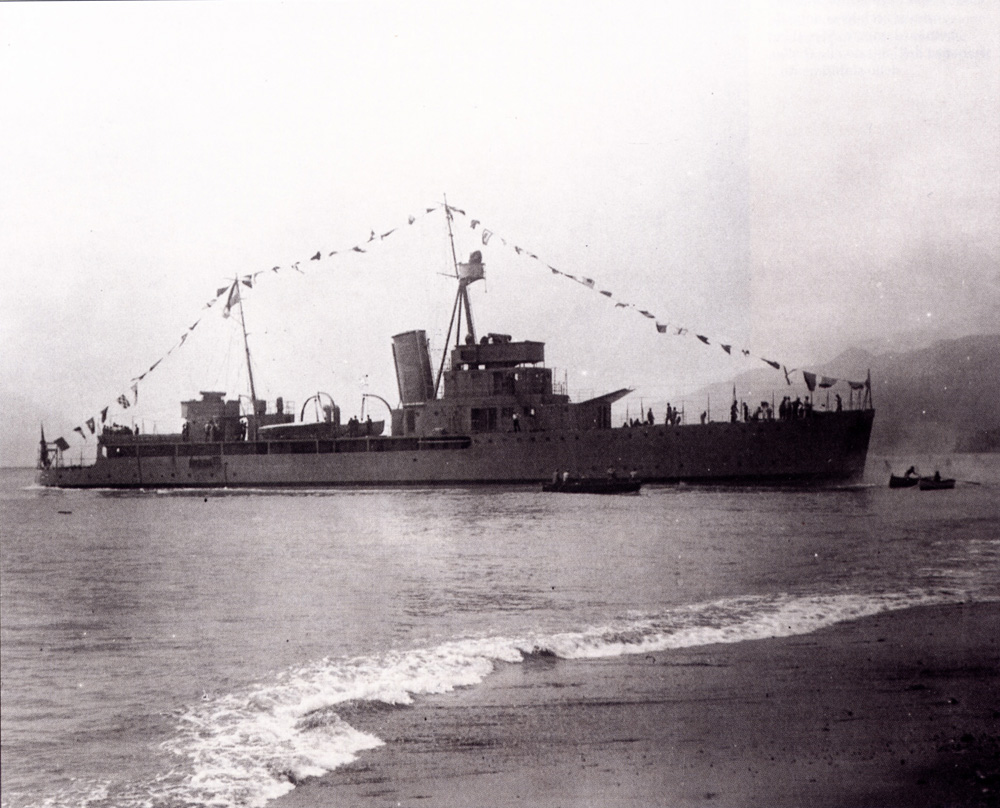
Una delle risorse chiave del Paraguay era la cannoniera Humaitá, qui mostrata poco dopo essere stata varata in Italia, senza il suo armamento principale

La guerra del Chaco è storicamente importante anche come il primo esempio di guerra aerea su larga scala che si svolse nelle Americhe. Entrambe le parti usavano obsoleti cacciabombardieri biplani monomotore. I paraguaiani schierarono 14 Potez 25, mentre i boliviani fecero ampio uso di almeno 20 CW-14 Osprey. Nonostante un embargo sulle armi internazionale imposto dalla Società delle Nazioni, la Bolivia in particolare fece di tutto per cercare di importare un piccolo numero di bombardieri bimotore Curtiss T-32 Condor II, travestiti da aerei da trasporto civile, ma vennero fermati in Perù prima che potessero essere consegnati.
La preziosa ricognizione aerea prodotta dalla forza aerea superiore della Bolivia nell'individuare gli accerchiamenti paraguaiani in avvicinamento delle forze boliviane venne ampiamente ignorata da Kundt e da altri generali dell'esercito boliviano, che tendevano a liquidare tali rapporti come esagerazioni di aviatori troppo zelanti.
Quattro Junkers Ju 52 vennero acquistati dalla Bolivia, che utilizzò i trasporti tedeschi principalmente per evacuazione medica e rifornimento aereo. I soli Ju 52 consegnarono al fronte più di 4 400 tonnellate di carico.
La marina paraguaiana svolse un ruolo chiave nel conflitto, trasportando migliaia di soldati e tonnellate di rifornimenti in prima linea attraverso il fiume Paraguay, nonché fornendo supporto antiaereo alle navi da trasporto e alle strutture portuali.
Le navi Humaitá e Paraguay, due cannoniere costruite dagli italiani, trasportarono soldati a Puerto Casado. Il 22 dicembre 1932, tre Vickers Vespa boliviani attaccarono l'avamposto fluviale paraguaiano di Bahía Negra, sul fiume Paraguay, e uccisero un colonnello dell'esercito, ma uno degli aerei venne abbattuto dalla cannoniera Tacuary. Entrambi i Vespa sopravvissuti incontrarono un'altra cannoniera, la Humaitá, mentre stavano volando a valle. Fonti paraguaiane affermano che uno di loro venne danneggiato. Al contrario, l'esercito boliviano riferì che l'Humaitá era tornato arrancando ad Asunción gravemente danneggiato. La Marina paraguaiana ammise che l'Humaitá era stata colpita dal fuoco di una mitragliatrice dell'aereo, ma affermò che il suo scafo corazzato aveva evitato danni.
Poco prima del 29 marzo 1933, un Ospreay boliviano venne abbattuto sul fiume Paraguay, e il 27 aprile una forza d'attacco di sei Osprey lanciò con successo una missione dalla base di Muñoz contro la base logistica fluviale e la città di Puerto Casado, ma la forte reazione diplomatica dell'Argentina impedì ulteriori attacchi strategici a obiettivi lungo il fiume Paraguay. Il 26 novembre 1934, il piroscafo brasiliano Paraguay venne mitragliato e bombardato per errore da aerei boliviani mentre navigava sul fiume Paraguay vicino a Puerto Mihanovich. Il governo brasiliano inviò 11 aerei della marina nell'area e la sua marina iniziò a convogliare navi sul fiume.
Anche il servizio aereo della marina paraguaiana fu molto attivo nel conflitto, infastidendo le truppe boliviane schierate lungo il fronte settentrionale con idrovolanti. Il servizio aereo era ormeggiato alla base aerea navale di Bahía Negra ed era composto da due Macchi M.18. Gli idrovolanti effettuarono il primo attacco aereo notturno in Sud America quando fecero irruzione negli avamposti boliviani di Vitriones e San Juan, il 22 dicembre 1934. La Marina paraguaiana ha celebrato sempre l'annuale "Giornata del servizio aereo navale" nell'anniversario dell'azione.
L'esercito boliviano schierò almeno 10 motovedette e navi da trasporto costruite localmente durante il conflitto, principalmente per spedire rifornimenti militari al Chaco settentrionale attraverso il sistema Mamoré-Madeira. Le navi da trasporto Presidente Saavedra e Presidente Siles navigarono sul fiume Paraguay dal 1927 fino all'inizio della guerra, quando entrambe le unità vennero vendute a compagnie private. La lancia armata da 50 tonnellate Tahuamanu, situata nel sistema fluviale Mamoré-Madeira, venne brevemente trasferita a Laguna Cáceres per traghettare le truppe a valle da Puerto Suárez e sfidò per otto mesi la presenza della marina paraguaiana a Bahía Negra. Si ritirò nel fiume Itenez, nel nord della Bolivia, dopo che la ricognizione aerea boliviana aveva rivelato l'effettiva forza della marina paraguaiana nell'area.

## La guerra

### L'incidente del lago Pitianutá

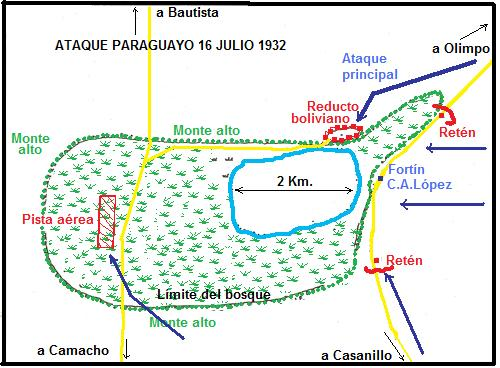
Schizzo che mostra il contrattacco paraguaiano sul lago Pitiantutá

Il 15 giugno 1932, un distaccamento boliviano conquistò e rase al suolo il Fortín Carlos Antonio López presso il lago Pitiantutá. Il capitano in carica aveva disobbedito agli ordini espliciti del presidente boliviano Daniel Salamanca di evitare provocazioni nella regione del Chaco. Un mese dopo, il 16 luglio, un distaccamento paraguaiano cacciò le truppe boliviane dalla zona. Il lago era stato scoperto dagli esploratori paraguaiani nel marzo 1931, ma l'Alto Comando boliviano non ne era a conoscenza quando uno dei suoi aerei avvistò il lago nell'aprile 1932.
Dopo l'incidente iniziale, Salamanca cambiò la sua politica sullo status quo sull'area contesa e ordinò la conquista degli avamposti di Corrales, Toledo e Fortín Boquerón. Tutti e tre vennero presto presi e, in risposta, il Paraguay chiese il ritiro boliviano. Salamanca chiese invece che fossero inclusi in una "zona di disputa". In un memorandum diretto a Salamanca il 30 agosto, il generale boliviano Filiberto Osorio espresse le sue preoccupazioni per la mancanza di un piano di operazioni e ne allegò uno che si concentrava su un'offensiva da nord. Quintanilla chiese anche il permesso di conquistare altre due guarnigioni paraguaiane: Nanawa e Rojas Silva. Ad agosto, la Bolivia rafforzò lentamente la sua 1ª Armata di 4 000 uomini, che era già nella zona del conflitto, con 6 000 uomini.
La rottura del fragile status quo nelle aree contese del Chaco da parte della Bolivia convinse il Paraguay che una soluzione diplomatica a condizioni accettabili era impossibile. Il Paraguay diede al suo stato maggiore l'ordine di riconquistare i tre forti. Ad agosto, il Paraguay mobilitò oltre 10 000 soldati e l'inviò nella regione del Chaco. Il tenente colonnello paraguaiano José Félix Estigarribia si preparò per una vasta offensiva prima che i boliviani avessero mobilitato il loro intero esercito.

### La prima offensiva paraguaiana
Fortín Boquerón fu il primo obiettivo dell'offensiva paraguaiana. Il complesso di Boquerón era sorvegliato da 619 soldati boliviani e resistette a un assedio di 22 giorni da parte di una forza paraguaiana di 5 000 uomini. Altri 2 500 boliviani tentarono di alleviare l'assedio da sud-ovest, ma vennero respinti da 2 200 paraguaiani, che difesero gli accessi all'area dell'assedio. Alcune unità boliviane riuscirono a entrare a Fortín Boquerón con rifornimenti e l'Aeronautica boliviana sganciò cibo e munizioni ai soldati assediati. Iniziato il 9 settembre, l'assedio terminò quando Fortín Boquerón cadde finalmente il 29 settembre 1932.
Dopo la caduta di Fortín Boquerón, i paraguaiani continuarono la loro offensiva ed eseguirono una manovra a tenaglia, che costrinse alcuni boliviani ad arrendersi. I paraguaiani si aspettavano di porre un nuovo assedio a Fortín Arce, l'avamposto boliviano più avanzato nel Chaco, ma quando vi arrivarono lo trovarono in rovina. I 4 000 boliviani che stavano difendendo Arce si erano ritirati a sud-est a Fortín Alihuatá e Saveedra.

### L'offensiva boliviana
Nel dicembre 1932 si era conclusa la mobilitazione bellica della Bolivia. In termini di armi e manodopera, il suo esercito era pronto a sopraffare i paraguaiani. Il generale Hans Kundt, un ex ufficiale tedesco che aveva combattuto sul fronte orientale della prima guerra mondiale, venne chiamato da Salamanca a guidare la controffensiva boliviana. Kundt aveva servito a intermittenza come consigliere militare della Bolivia dall'inizio del secolo e aveva stabilito buoni rapporti con gli ufficiali dell'esercito boliviano e le élite politiche del paese.

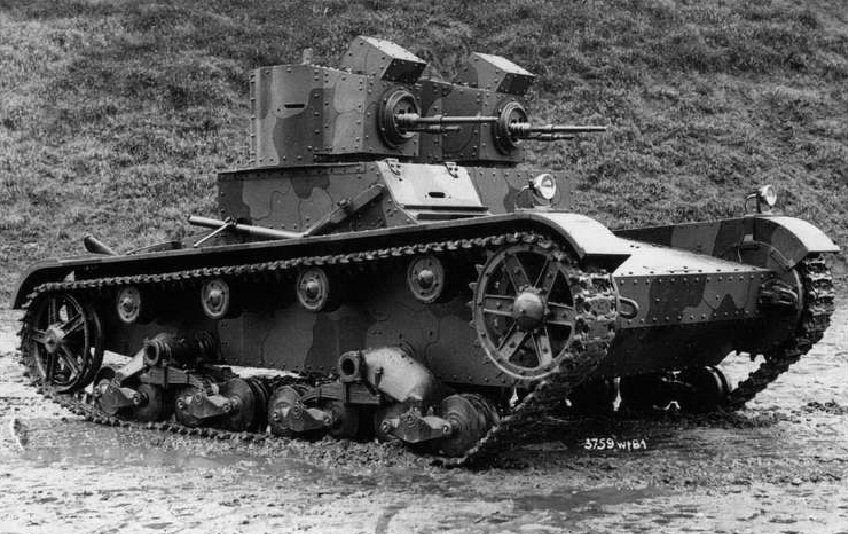
Vickers da 6 tonnellate simile a quelli schierati dall'esercito boliviano nella guerra del Chaco

Il Fortín Nanawa paraguaiano venne scelto come obiettivo principale dell'offensiva boliviana e doveva essere seguito dal centro di comando a Isla Poí. La loro conquista avrebbe permesso alla Bolivia di raggiungere il fiume Paraguay e di mettere in pericolo la città paraguaiana di Concepción. Anche la conquista dei fortines di Corrales, Toledo e Fernández da parte del II Corpo d'armata boliviano faceva parte del piano offensivo di Kundt.
Nel gennaio 1933, il I Corpo d'armata boliviano iniziò il suo attacco a Fortín Nanawa. La roccaforte era considerata dai paraguaiani la spina dorsale delle loro difese. Aveva trincee a zig-zag, chilometri di filo spinato e molti nidi di mitragliatrici, alcuni dei quali incastonati nei tronchi degli alberi. Le truppe boliviane avevano preso d'assalto il vicino avamposto paraguaiano di Mariscal López, che isolava Nanawa da sud. Il 20 gennaio 1933, Kundt, che comandava personalmente le forze boliviane, lanciò da sei a nove aerei e 6 000 cavalieri a piedi supportati da 12 mitragliatrici Vickers. Tuttavia, i boliviani non riuscirono a catturare il forte, ma formarono un anfiteatro difensivo di fronte a esso. Il II Corpo d'armata riuscì a conquistare Fortín Corrales e Fortín Platanillos ma non riuscì a prendere Fortín Fernández e Fortín Toledo. Dopo un assedio che durò dal 26 febbraio all'11 marzo 1933, il II Corpo d'armata interruppe il suo attacco a Fortín Toledo e si ritirò su una linea difensiva, costruita a 15 km da Fortín Corrales.

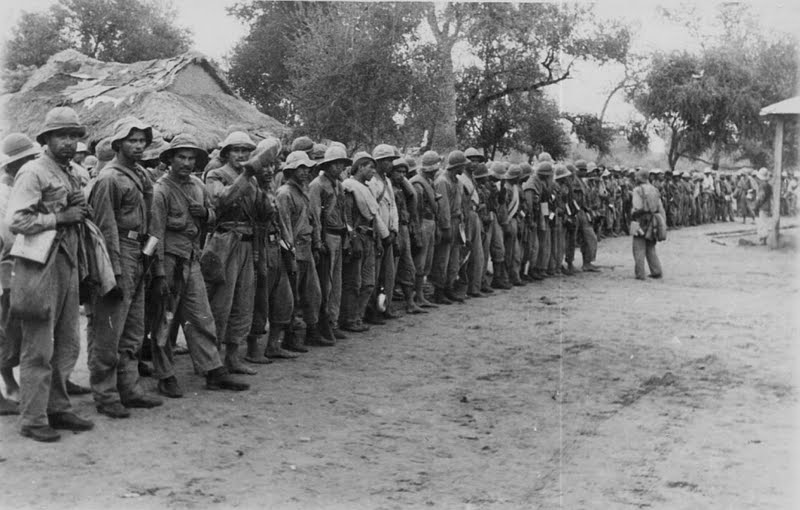
Soldati paraguaiani a Fortin Alihuatá, 1932

Dopo lo sfortunato attacco a Nanawa e i fallimenti di Fernández e Toledo, Kundt ordinò un assalto a Fortín Alihuatá. L'attacco al fortín travolse i suoi pochi difensori. La conquista di Alihuatá permise ai boliviani di tagliare la rotta di rifornimento della 1ª Divisione paraguaiana. Quando i boliviani vennero informati dell'isolamento della 1ª Divisione, lanciarono un attacco contro di essa. L'attacco portò alla battaglia di Campo Jordán, che si concluse con la ritirata della 1ª Divisione paraguaiana a Gondra.
Nel luglio 1933, Kundt, ancora concentrato sulla conquista di Nanawa, lanciò un massiccio attacco frontale al fortín in quella che divenne nota come la seconda battaglia di Nanawa. Kundt si era preparato in dettaglio per il secondo attacco utilizzando artiglieria, aeroplani, carri armati e lanciafiamme per superare le fortificazioni paraguaiane. I paraguaiani, tuttavia, avevano migliorato le fortificazioni esistenti e ne avevano costruite di nuove dopo la prima battaglia di Nanawa. Il duplice attacco boliviano riuscì a conquistare parti del complesso difensivo, ma venne presto ripreso dai contrattacchi paraguaiani della riserva. I boliviani persero più di 2 000 uomini nella seconda battaglia di Nanawa, ma il Paraguay perse solo 559 uomini. La mancata conquista di Nanawa e la pesante perdita di vite umane portarono Salamanca a criticare l'alto comando boliviano e a ordinargli di risparmiare più uomini. La sconfitta danneggiò gravemente il prestigio di Kundt. A settembre, le sue dimissioni dalla carica di comandante in capo non vennero accettate dal presidente. Nanawa fu un importante punto di svolta nella guerra da quando l'esercito paraguaiano aveva riconquistato l'iniziativa strategica, che era appartenuta ai boliviani dall'inizio del 1933.

### La seconda offensiva paraguaiana

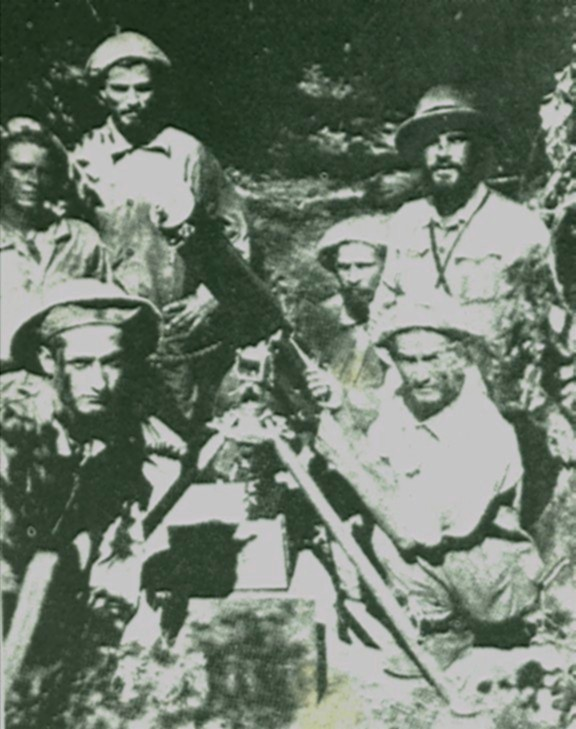
Mitragliatrice Maxim presidiata da soldati paraguaiani

A settembre, il Paraguay iniziò una nuova offensiva sotto forma di tre movimenti di accerchiamento separati nell'area di Alihuatá, scelta poiché le sue forze boliviane erano state indebolite dal trasferimento di soldati per attaccare Fortín Gondra. Come risultato della campagna di accerchiamento, i reggimenti boliviani Loa e Ballivián, per un totale di 509 uomini, si arresero. Il reggimento Junín subì la stessa sorte, ma il reggimento Chacaltaya sfuggì all'accerchiamento a causa dell'intervento di altri due reggimenti boliviani.
Il successo dell'esercito paraguaiano portò il presidente paraguaiano Eusebio Ayala a recarsi nel Chaco per promuovere José Félix Estigarribia al grado di generale. In quell'incontro, Ayala approvò il nuovo piano offensivo di Estigarribia. D'altra parte, i boliviani rinunciarono al loro piano iniziale di raggiungere la capitale del Paraguay, Asunción, e passarono alla guerra difensiva e di logoramento.
L'esercito paraguaiano eseguì una manovra a tenaglia su larga scala contro Fortín Alihuatá e ripeté il precedente successo di quelle operazioni; 7 000 soldati boliviani dovettero evacuare Fortín Alihuatá. Il 10 dicembre 1933, i paraguaiani terminarono l'accerchiamento della 9ª e della 4ª Divisione dell'esercito boliviano. Dopo che erano stati fatti tentativi per sfondare le linee paraguaiane e 2 600 dei loro uomini erano stati uccisi, 7 500 soldati boliviani si arresero. Solo 900 soldati boliviani, guidati dal maggiore Germán Busch, riuscirono a fuggire. I paraguaiani ottennero 8 000 fucili, 536 mitragliatrici, 25 mortai, due carri armati e 20 pezzi di artiglieria dai boliviani catturati. A quel punto, le forze paraguaiane avevano catturato così tanti carri armati e veicoli corazzati boliviani che la Bolivia fu costretta ad acquistare fucili anticarro Steyr Solothurn da 15 mm per respingere i propri corazzati. Le restanti truppe boliviane si ritirarono nel loro quartier generale a Muñoz, che venne incendiato ed evacuato il 18 dicembre. Kundt si dimise da capo di stato maggiore dell'esercito boliviano.

### La tregua
La massiccia sconfitta a Campo de Vía costrinse le truppe boliviane vicino a Fortín Nanawa a ritirarsi a nord-ovest per formare una nuova linea difensiva. Il colonnello paraguaiano Rafael Franco propose di lanciare un nuovo attacco contro Ballivián e Villa Montes ma questa proposta venne rifiutata, poiché Ayala pensava che il Paraguay avesse già vinto la guerra. Venne concordato un cessate il fuoco di 20 giorni tra le parti in guerra il 19 dicembre 1933. Il 6 gennaio 1934, quando scadde l'armistizio, la Bolivia aveva riorganizzato il suo esercito eroso e aveva riunito una forza maggiore di quella coinvolta nella sua prima offensiva.

### La terza offensiva paraguaiana
All'inizio del 1934, Estigarribia stava pianificando un'offensiva contro la guarnigione boliviana a Puerto Suárez, 145 km a monte di Bahía Negra. Le paludi del Pantanal e la mancanza di canoe per attraversarle convinsero il comandante paraguaiano ad abbandonare l'idea e a rivolgere la sua attenzione al fronte principale. Dopo la fine dell'armistizio, l'esercito paraguaiano continuò la sua avanzata catturando gli avamposti di Platanillos, Loa, Esteros e Jayucubás. Dopo la battaglia di Campo de Vía a dicembre, l'esercito boliviano costruì una linea difensiva a Magariños-La China. La linea, costruita con cura, era considerata una delle migliori linee difensive della guerra. Tuttavia, un piccolo attacco paraguaiano l'11 febbraio 1934 riuscì a sfondare la linea con sorpresa del comando paraguaiano, costringendo l'abbandono dell'intera linea. Un'offensiva paraguaiana contro Cañada Tarija riuscì a circondare e neutralizzare 1 000 soldati boliviani il 27 marzo.
Nel maggio 1934, i paraguaiani rilevarono una lacuna nelle difese boliviane, che avrebbe permesso loro d'isolare la roccaforte boliviana di Ballivián e di forzarne la resa. I paraguaiani lavorarono tutta la notte per aprire una nuova via nelle foreste per rendere possibile l'attacco. Quando gli aerei da ricognizione boliviani notarono il nuovo sentiero che si stava aprendo nella foresta, venne fatto un piano per far entrare i paraguaiani a metà del sentiero e poi attaccarli da dietro. L'operazione boliviana portò alla battaglia di Cañada Strongest tra il 18 e il 25 maggio. I boliviani riuscirono a catturare 67 ufficiali paraguaiani e 1 389 soldati. Dopo la sconfitta a Cañada Strongest, i paraguaiani continuarono i loro tentativi di conquistare Ballivián. Era considerata una roccaforte chiave dai boliviani, soprattutto per la sua posizione simbolica, poiché era la posizione boliviana più a sud-est rimasta dopo la seconda offensiva paraguaiana.
Nel novembre 1934, le forze paraguaiane riuscirono ancora una volta a circondare e neutralizzare due divisioni boliviane a El Carmen. Il disastro costrinse i boliviani ad abbandonare Ballivián e a formare una nuova linea difensiva a Villa Montes. Il 27 novembre 1934, i generali boliviani affrontarono Salamanca mentre era in visita al loro quartier generale a Villa Montes e lo costrinsero a dimettersi. Lo sostituirono con il vicepresidente José Luis Tejada. Il 9 novembre 1934, il corpo di cavalleria boliviano composto da 12 000 uomini riuscì a conquistare Yrendagüé e a mettere in fuga l'esercito paraguaiano. Yrendagüé era uno dei pochi posti con acqua dolce in quella parte del Chaco. Sebbene la cavalleria boliviana stesse marciando verso La Faye da Yrendagüé, una forza paraguaiana riconquistò tutti i pozzi di Yrendague. Pertanto, al loro ritorno, le truppe boliviane esauste e assetate si trovarono senz'acqua. La forza già indebolita andò in pezzi. Molti vennero fatti prigionieri e molti di coloro che erano sfuggiti alla cattura morirono di sete e di esposizione dopo aver vagato senza meta attraverso la foresta calda e secca. Il corpo di cavalleria boliviano era stato considerato una delle migliori unità del nuovo esercito formatosi dopo l'armistizio.

### Le ultime battaglie

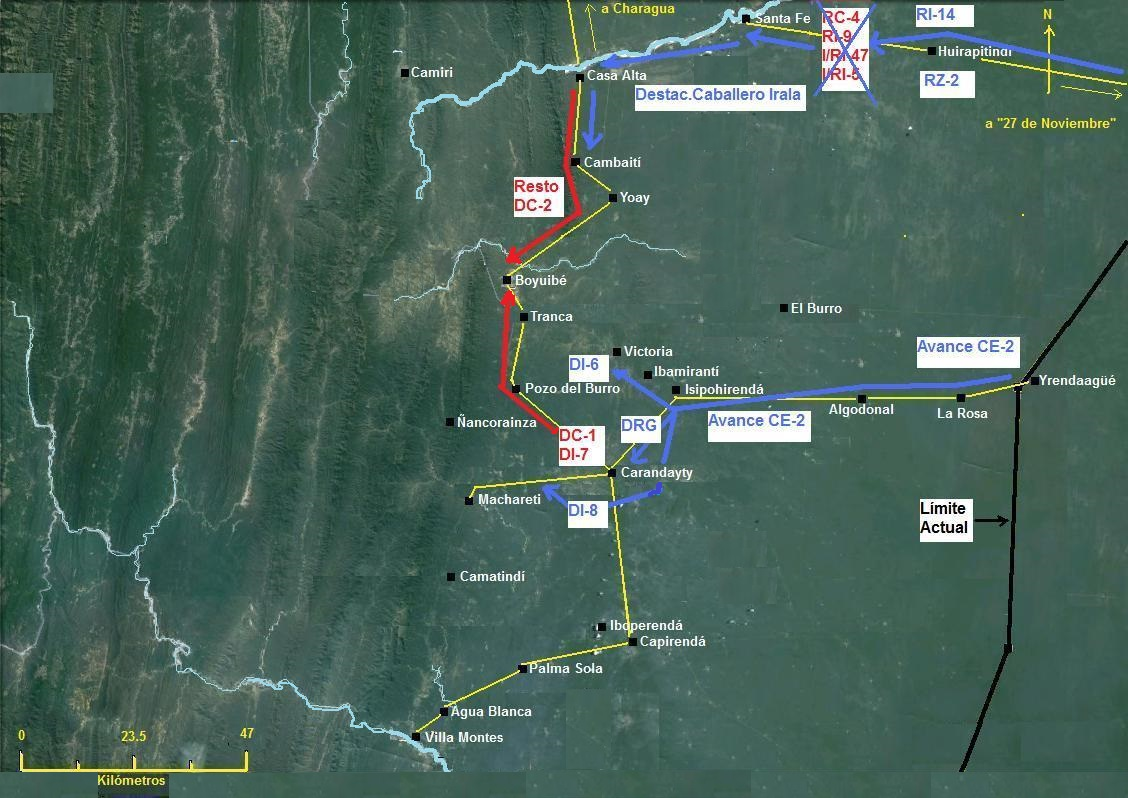
Offensiva paraguaiana, gennaio 1935. Blu: avanzamenti paraguaiani. Rosso: contrattacchi boliviani.

Dopo il crollo dei fronti settentrionale e nord-orientale, le difese boliviane si concentrarono sul sud per evitare la caduta del quartier generale di guerra e della base di rifornimento a Villa Montes. I paraguaiani lanciarono un attacco contro Ybybobó e isolarono alcune delle forze boliviane sul fiume Pilcomayo. La battaglia iniziò il 28 dicembre 1934 e durò fino all'inizio di gennaio 1935. Provocò la morte di 200 soldati boliviani e la resa di altri 1 200, ma i paraguaiani persero solo poche dozzine di uomini. Venne riferito che alcuni soldati boliviani in fuga si erano tuffati nelle acque impetuose del fiume Pilcomayo per evitare la cattura.
Dopo quella sconfitta, l'esercito boliviano si preparò per un'ultima resistenza a Villa Montes. La perdita di quella base avrebbe consentito ai paraguaiani di raggiungere le Ande vere e proprie. Il colonnello Bernardino Bilbao Rioja e Oscar Moscoso vennero lasciati a capo delle difese dopo che altri ufficiali di alto rango avevano rifiutato. L'11 gennaio 1935 i paraguaiani circondarono e costrinsero alla ritirata due reggimenti boliviani. I paraguaiani riuscirono anche, a gennaio, a tagliare la strada tra Villa Montes e Santa Cruz.
Il comandante in capo paraguaiano, Estigarribia, decise di lanciare un assalto finale a Villa Montes. Il 7 febbraio 1935, circa 5 000 paraguaiani attaccarono le linee boliviane pesantemente fortificate vicino a Villa Montes con l'obiettivo di catturare i giacimenti petroliferi di Nancarainza, ma vennero respinti dalla 1ª Divisione di cavalleria boliviana. I paraguaiani persero 350 uomini e vennero costretti a ritirarsi a nord verso Boyuibé. Estigarribia affermò che la sconfitta era in gran parte dovuta al terreno montuoso in cui le sue forze non erano abituate a combattere. Il 6 marzo Estigarribia concentrò nuovamente tutti i suoi sforzi sui giacimenti petroliferi boliviani, questa volta a Camiri, 130 km a nord di Villa Montes. Il comandante del III Corpo d'armata paraguaiano, il generale Franco, trovò un divario tra il 1º e il 18º Reggimento fanteria boliviano e ordinò alle sue truppe di attaccare attraverso di esso, ma rimasero bloccati in un saliente senza speranza di ulteriori progressi. Il 6º Cavalleria boliviano costrinse la frettolosa ritirata delle truppe di Franco per evitare di essere tagliate fuori. I paraguaiani persero 84 soldati che vennero fatti prigionieri e lasciarono più di 500 morti. I boliviani persero quasi 200 uomini, ma a differenza dei loro nemici esausti, potevano permettersi una lunga battaglia di logoramento. Il 15 aprile, i paraguaiani sfondarono le linee boliviane sul fiume Parapetí e conquistarono la città di Charagua. Il comando boliviano lanciò una controffensiva, che costrinse i paraguaiani a tornare indietro. Sebbene il piano dei boliviani non sia riuscito a raggiungere l'obiettivo di circondare un'intera divisione nemica, il 25 aprile essi riuscirono a fare 475 prigionieri. Il 4 giugno 1935 un reggimento boliviano venne sconfitto e costretto alla resa a Ingavi, sul fronte settentrionale, dopo un ultimo tentativo di raggiungere il fiume Paraguay. Il 12 giugno, giorno della firma dell'accordo di cessate il fuoco, le truppe paraguaiane si trincerarono a soli 15 km dai giacimenti petroliferi boliviani nella Provincia di Cordillera.
Il conflitto militare si concluse con una vittoria completa del Paraguay, ma da un punto di vista più ampio, fu un disastro per entrambe le parti. L'élite creola della Bolivia aveva spinto con la forza un gran numero della popolazione indigena maschile nell'esercito, anche se sentivano poco o nessun legame con lo Stato-nazione, e il Paraguay fomentò il fervore nazionalista tra la sua popolazione prevalentemente mista. Da entrambe le parti, in particolare dalla Bolivia, i soldati erano mal preparati per la scarsità d'acqua e le dure condizioni del terreno e del tempo che incontravano. Gli effetti del clima a bassa quota avevano gravemente compromesso l'efficacia dell'esercito boliviano. La maggior parte dei suoi soldati indigeni viveva nel freddo Altiplano, ad altitudini superiori a 3 700 metri (12 000 ft), e si trovavano in svantaggio fisico quando venivano chiamati a combattere in condizioni tropicali quasi al livello del mare. Infatti, delle 100 000 vittime della guerra, di cui circa 57 000 boliviane, morirono più soldati per malattie come la malaria e altre infezioni che per cause legate al combattimento. Inoltre, la guerra portò entrambi i paesi sull'orlo del collasso economico.

## Conseguenze

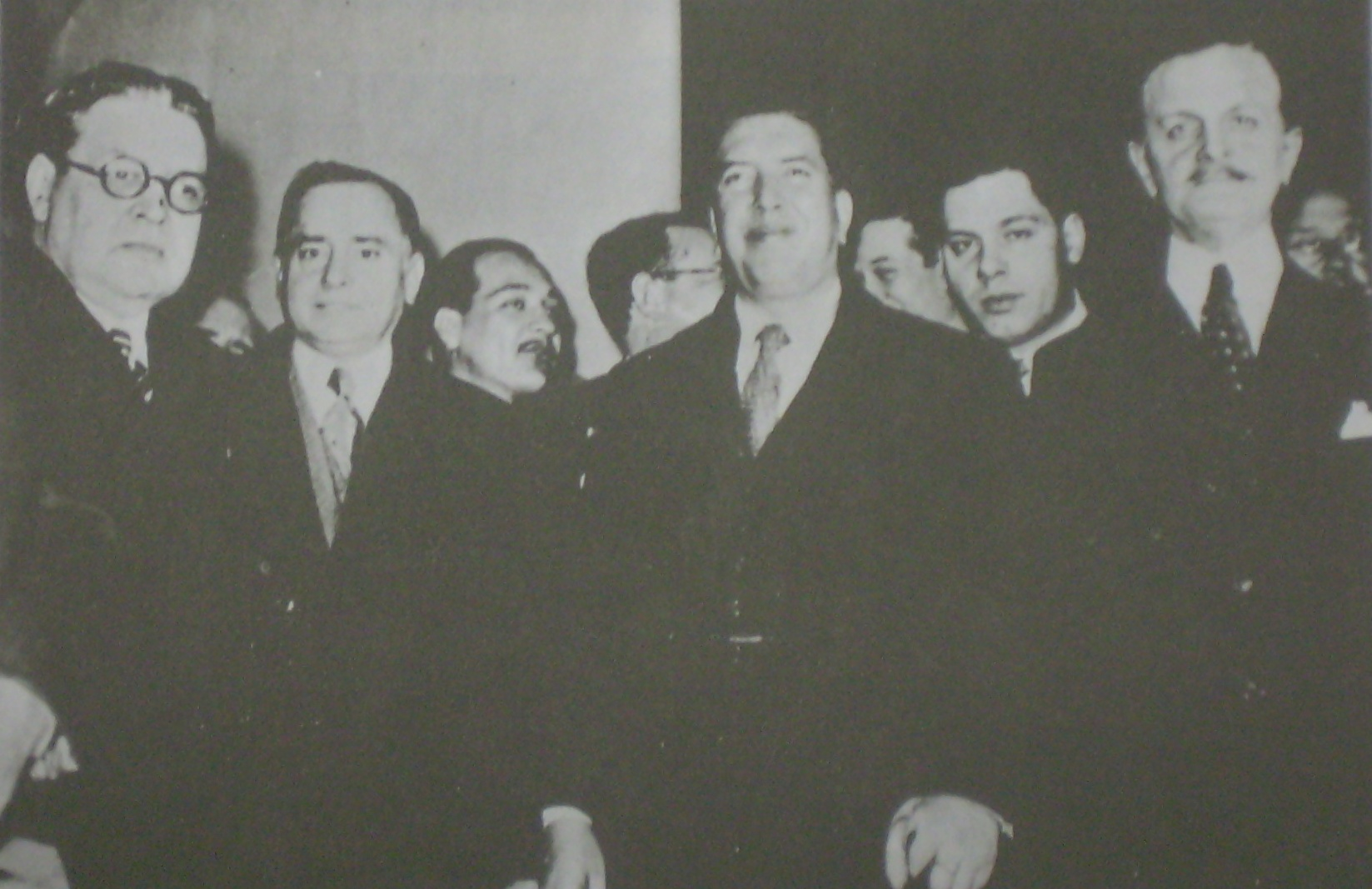
I firmatari del trattato di pace del 1938 riuniti a Buenos Aires

Quando venne negoziato un cessate il fuoco per mezzogiorno del 10 giugno 1935, il Paraguay controllava la maggior parte della regione. L'ultima mezz'ora ebbe un'insensata sparatoria tra gli eserciti. Ciò venne riconosciuto in una tregua del 1938, firmata a Buenos Aires in Argentina e approvata in un referendum in Paraguay con il quale il Paraguay ottenne i tre quarti del Chaco Boreal, 52 000 km² (20 000 mi²). Alla Bolivia vennero concessi i diritti di navigazione sui fiumi Paraguay e Paraná nonostante fosse stato fornito tale accesso prima del conflitto. La Bolivia ottenne il territorio rimanente, che confinava con Puerto Busch.
La guerra costò cara a entrambe le nazioni. La Bolivia perse tra le 56 000 e le 65 000 persone, il 2% della sua popolazione, e il Paraguay perse circa 36 000 persone, ovvero il 3% della sua popolazione.
Il Paraguay catturò 21 000 soldati boliviani e 10 000 civili (1% della popolazione boliviana); molti dei civili catturati scelsero di rimanere in Paraguay dopo la guerra. Inoltre, 10 000 soldati boliviani, molti dei quali coscritti mal addestrati e mal equipaggiati, disertarono in Argentina o si ferirono o si mutilarono per evitare il combattimento. Alla fine delle ostilità, il Paraguay aveva catturato 42 000 fucili, 5 000 mitragliatrici e mitra e 25 milioni di munizioni dalle forze boliviane.
Gli sbalorditivi errori militari della Bolivia durante la guerra del Chaco portarono a un movimento di massa, noto come Generación del Chaco, lontano dall'ordine tradizionale, che venne incarnato dal Movimento Nazionalista Rivoluzionario, che guidò la Rivoluzione del 1952.
Il 27 aprile 2009 Evo Morales, presidente della Bolivia, e Fernando Lugo, presidente del Paraguay, firmarono a Buenos Aires un accordo sulla definizione del confine, a oltre 70 anni dal termine della guerra.
Nei successivi 77 anni, nella parte del Chaco assegnata al Paraguay non vennero scoperte quantità commerciali di petrolio o gas. Tuttavia, il 26 novembre 2012, il presidente paraguaiano Federico Franco annunciò la scoperta di petrolio nell'area del fiume Pirity. Egli affermò che "in nome dei 30 000 paraguaiani morti nella guerra", il Chaco sarebbe diventato presto "la zona petrolifera più ricca del Sud America" e "l'area con la maggiore quantità di petrolio". Nel 2014, il Paraguay fece la sua prima grande scoperta petrolifera nel bacino del Chaco, con la scoperta di petrolio leggero nel pozzo Lapacho X-1.
Le risorse di petrolio e gas si estendono anche dall'area di Villa Montes e dalla parte del Chaco assegnata alla Bolivia verso nord lungo le pendici delle Ande. Oggi, i giacimenti danno alla Bolivia la seconda più grande risorsa di gas naturale in Sud America, dopo il Venezuela.

## Nella cultura
- Augusto Céspedes, ambasciatore boliviano presso l'UNESCO, e uno dei più importanti scrittori boliviani del XX secolo, ha scritto diversi libri che descrivono diversi aspetti del conflitto. In qualità di reporter di guerra per il quotidiano El Universal, Céspedes ha assistito alle penurie della guerra, che ha descritto,  tra gli altri libri, in Crónicas heroicas de una guerra estúpida ("Cronache eroiche di una stupida guerra"). Molte delle sue opere di narrativa, considerate capolavori del genere, hanno utilizzato la guerra del Chaco come ambientazione. Un altro diplomatico e figura importante della letteratura boliviana, Adolfo Costa du Rels, scrisse del conflitto, e anche il suo romanzo Laguna H3, pubblicato nel 1938, era ambientato durante la guerra del Chaco.[84]
- Uno dei capolavori dello scrittore paraguaiano Augusto Roa Bastos, il romanzo del 1960 Hijo de hombre, descriveva in uno dei suoi capitoli la carneficina e le dure condizioni di guerra durante l'assedio di Boquerón. L'autore stesso ha preso parte al conflitto unendosi al servizio medico della Marina del Paraguay a bordo della nave da trasporto Holanda all'età di 17 anni.[85] Il film argentino Hijo de Hombre o La sete, diretto da Lucas Demare nel 1961, era basato su questa parte del romanzo.[86]
- Nella poesia di Pablo Neruda, Standard Oil Company, si riferiva alla guerra del Chaco nel contesto del ruolo che le compagnie petrolifere avevano svolto nella guerra.[87]
- La guerra del Chaco, in particolare la brutale battaglia di Nanawa, ha svolto un ruolo importante nel romanzo d'avventura Wings of Fury, di R. N. Vick.[88]
- La polka paraguaiana del 13º Reggimento Tuyuti, composta da Ramon Vargas Colman e scritta in guaraní da Emiliano R. Fernández, ricordava la 5ª Divisione paraguaiana e le sue imprese nelle battaglie intorno a Nanawa in cui Fernández combatté e rimase ferito.[89] Dall'altra parte, l'assedio di Boquerón ispirò Boquerón abandonado, una tonada boliviana registrata dal cantante folk e politico boliviano Zulma Yugar nel 1982.[90]
- La strategia dell'Ariete, romanzo storico e fantascientifico del gruppo di scrittura collettiva Kai Zen.
- La guerra tra gli Stati di San Teodoro e il confinante Nuevo Rico nella storia di Tintin L'orecchio spezzato è lo scenario ispirato dalla guerra del Chaco.
- Federico Funes, aviatore e scrittore argentino, ha pubblicato Chaco: Sudor y Sangre ("Chaco: sudore e sangue"), una storia romanzata su un pilota volontario argentino che combatte per il Paraguay negli anni '30.
- Sbarrata di fuoco del romanziere boliviano Oscar Cerruto ha raccontato la crudele realtà della vita in Bolivia durante la guerra attraverso le esperienze di un giovane protagonista.[91]
- Lester Dent, nei panni di Kenneth Robeson, scrisse Dust of Death (1935), uno dei suoi romanzi pulp di Doc Savage. In esso, Doc Savage si ritrova intrappolato nel mezzo di due repubbliche sudamericane in guerra (ovviamente Bolivia e Paraguay) che hanno trovato un nuovo e mortale nemico sotto forma di una figura malvagia incappucciata, nota come l'Inca in Grigio. Quando l'Inca dispiega una micidiale "polvere della morte" per massacrare i cittadini da entrambi i lati del combattimento, Doc Savage e la sua squadra si lanciano nella battaglia per cercare di salvare la situazione ed evitare la linea di tiro.
- Il film Chaco (2020), diretto da Diego Mondaca, segue una compagnia di soldati boliviani che vagano per la boscaglia durante la guerra del Chaco nel 1934.